# Keimblatt
Als Keimblätter bezeichnet man in der Entwicklungsbiologie der Gewebetiere eine erste Differenzierung eines Embryos in verschiedene Zellschichten, aus denen sich anschließend unterschiedliche Strukturen, Gewebe und Organe entwickeln. Die Keimblätter entstehen bei der Gastrulation aus der Blastula.
Die bilateralsymmetrischen Tiere sind triploblastisch, d. h., sie bilden drei Keimblätter aus:
- Entoderm, Syn. Endoderm (Innenschicht)
- Mesoderm (Mittelschicht)
- Ektoderm (Außenschicht)

Für die Stämme der Nesseltiere und Rippenquallen wurde früher angenommen, dass sie diploblastisch seien, also lediglich zwei Keimblätter bilden. Zumindest bezüglich der Nesseltiere deuten jedoch Forschungsergebnisse darauf hin, dass auch diese vermutlich ein Mesoderm als drittes Keimblatt aufweisen, aus dem Mesogloea und Muskulatur entstehen.
Die Umwandlung von Zellen eines Keimblattes in Zellen eines anderen wird als Transdifferenzierung bezeichnet.
Erste Grundzüge einer Keimblättertheorie formulierte Caspar Friedrich Wolff 1768 in einer Abhandlung über die Entwicklung des Darmkanals in bebrüteten Hühnchen. Im Jahr 1817 stellte Christian Pander und 1827 Karl Ernst von Baer Keimblättertheorien auf.